# Cuon, Maine-et-Loire
Cuon var en kommun i departementet Maine-et-Loire i regionen Pays de la Loire i nordvästra Frankrike. Kommunen ligger i kantonen Baugé som tillhör arrondissementet Saumur. År 2018 hade Cuon 562 invånare.
Den 1 januari 2016 uppgick den i kommunen Baugé-en-Anjou.

## Befolkningsutveckling
Antalet invånare i kommunen Cuon
| Referens: INSEE |